# Mitch Hedberg
Pour les articles homonymes, voir Mitch et Hedberg.
Mitch Hedberg, né le 24 février 1968 à Saint Paul, au Minnesota (États-Unis) et mort le 30 mars 2005 à Livingston dans le New Jersey, était un humoriste, acteur, scénariste, réalisateur et producteur américain.

## Biographie
Mitch Hedberg, fils d'Arnold et de Mary Hedberg, naît à Saint Paul, au Minnesota. Il fait ses études secondaires à la Harding High School de Saint Paul et se marie avec l'humoriste canadienne Lynn Shawcroft du 25 février 1999 jusqu'à sa mort.
Mitch Hedberg est mort le 30 mars 2005, à Livingston dans le New Jersey, à l'âge de 37 ans, d'une overdose de speedball. Sa mort survient peu avant la sortie du film Les Seigneurs de Dogtown dans lequel il avait joué ; ce film lui est dédié.

## Filmographie

### Comme acteur
- 1999 : Los Enchiladas! : Lee
- 2000 : Presque célèbre (Almost Famous) : Eagles Road Manager
- 2002 : Saddle Rash (TV) : Various Voices (voix)
- 2005 : Les Seigneurs de Dogtown (Lords of Dogtown) : Urethane Wheels Guy

### Comme scénariste
- 1999 : Los Enchiladas!

### Comme réalisateur
- 1999 : Los Enchiladas!

### Comme producteur
- 1999 : Los Enchiladas!